# Calle Dorado

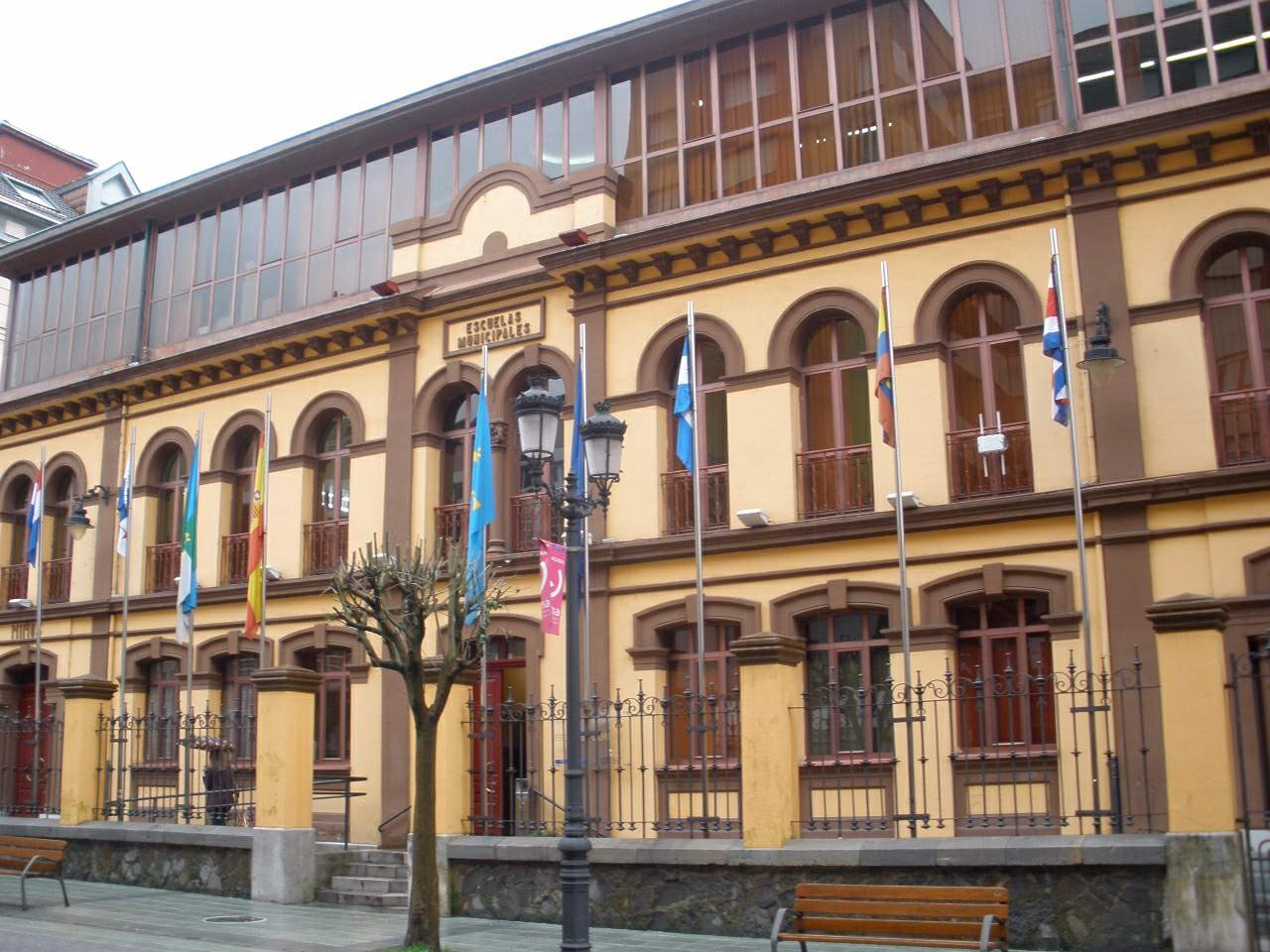
Casa de Cultura "Escuelas Dorado"

La calle Antonio María Dorado es la principal avenida del distrito de Sama, Langreo, en Asturias.

## Descripción
La calle apenas mide 500 metros, pero en ella se concentran algunos de los principales comercios de Sama: tiendas de ropa (entre ellas la prestigiosa firma Benetton), perfumería, supermercado, farmacia, óptica, cafeterías-confiterías, bares, kioscos y venta de castañas, puntos de venta ONCE,lugares de ocio y cultura, etc.
Comienza en la Plaza Herrero, donde se alza la iglesia de Santiago Apóstol, de estilo neogótico. Termina en la Plaza de La Salve, formada por las confluencias de Dorado y Constitución.
La calle está peatonalizada en su mayor parte, exceptuando el último tramo, desde el Cine Felgueroso hasta la plaza de la Salve. 

### Lugares de interés
- Iglesia de Santiago Apóstol
- Escuelas Dorado - Casa de Cultura
- Juzgados
- Cine Felgueroso y jardines
- Centro de día
- Edificio Caja de Ahorros de Asturias